# アリヴェルティ・ラカ
アリヴェルティ・ラカ（Alivereti Raka、1994年12月9日 - ）は、トップ14ASMクレルモン・オーヴェルニュに所属するラグビー選手。

## プロフィール
- フィジー・ナイタシリ出身。
- ポジションはウィング(WTB)。
- 身長 184cm、体重 88kg
- フランス代表キャップは5（2021年1月現在）でワールドカップ2019のフランス代表に選ばれた[1]。

## 略歴
2015年、ASMクレルモンに加入。 